# Đại bàng biển Sanford
Đại bàng biển Sanford (tên khoa học Haliaeetus sanfordi) là một loài chim thuộc chi Đại bàng biển, là loài đặc hữu quần đảo Solomon.
Loài này đã được phát hiện và đặt tên sau Tiến sĩ Leonard C. Sanford, một thành viên của Bảo tàng Lịch sử Tự nhiên Hoa Kỳ. Nó được mô tả đầu tiên bởi Ernst Mayr năm 1935. Nó có thể đạt chiều dài giữa 70 và 90 cm và trọng lượng từ 1,5 và 2,7 kg. Sải cánh dài từ 165 đến 185 cm (65-73). Nó là động vật ăn thịt lớn duy nhất trên quần đảo Solomon. Đại bàng sống ở rừng ven biển và hồ lên độ cao khoảng 1500 m so với mực nước biển.
Bộ lông là màu trắng màu nâu đến nâu sáng trên đầu và cổ. Các phần dưới là màu nâu ánh đỏ nâu và màu nâu sẫm. Các phần trên có màu nâu đen, nâu đỏ và nâu tối. Đôi mắt sáng màu nâu. Độc đáo trong số các loài đại bàng biển, loài đại bàng này có đuôi hoàn toàn đen tối trong suốt cuộc đời của nó.
Mùa sinh sản từ tháng 8 đến tháng 10. Tổ bao gồm hai quả trứng.
Chế độ ăn uống bao gồm chủ yếu là xác chết theo thủy triều, cá, động vật thân mềm, cua, rùa, rắn biển, và hiếm hơn chim và dơi ăn quả bắt cóc từ các tán rừng nhiệt đới.